# Андреевское сельское поселение (Белгородская область)
Андре́евское се́льское поселе́ние — муниципальное образование в Чернянском районе Белгородской области.
Административный центр — село Андреевка.

## История
Андреевское сельское поселение образовано 20 декабря 2004 года в соответствии с Законом Белгородской области № 159.

## Население
| 2010 | 2011 | 2012 | 2013 | 2014 | 2015 | 2016 | 2017 | 2018 |
| ---- | ---- | ---- | ---- | ---- | ---- | ---- | ---- | ---- |
| 927  | ↘923 | ↘908 | ↘881 | ↘867 | ↘849 | ↘847 | ↘842 | ↘821 |
| 2019 | 2020 | 2021 |      |      |      |      |      |      |
| ↘816 | ↘809 | ↘657 |      |      |      |      |      |      |

## Состав сельского поселения
| № | Населённый пункт | Тип населённого пункта       | Население |
| - | ---------------- | ---------------------------- | --------- |
| 1 | Александровка    | село                         | ↘312      |
| 2 | Андреевка        | село, административный центр | ↘404      |
| 3 | Бабанино         | хутор                        | ↘72       |
| 4 | Малиново         | хутор                        | ↘14       |
| 5 | Новосёловка      | хутор                        | ↗114      |
| 6 | Шляховое         | хутор                        | ↘11       |